# Black Pearl (nummer)
"Black Pearl" is een nummer van de Nederlandse band Margriet Eshuijs Band. Het nummer werd uitgebracht op hun debuutalbum Right on Time uit 1981. Dat jaar werd het nummer uitgebracht als de derde en laatste single van het album.

## Achtergrond
"Black Pearl" is geschreven door toetsenist Peter Schön, gitarist Lex Bolderdijk en liedjesschrijver en technicus Emile den Tex. Het is geproduceerd door alle bandleden. Het nummer werd de enige hit van de band. Den Tex schreef, aldus een interview tijdens Top 2000 à Go-Go op 29 december 2023, de tekst over zijn relatie met een “vrijgevochten Surinaamse” vrouw, die heimwee had naar Suriname. De vrouw ging voor een feest naar Suriname, maar stelde terugkeer steeds uit. Herstel van de relatie was in zijn ogen ijdele hoop. Het origineel is daarom geschreven in de ik-vorm. Toen hij het aan Eshuijs voorstelde werd het omgevormd tot een lied in de derde persoon. Den Tex zou Eshuijs nooit hebben ingelicht over de werkelijke betekenis; Eshuijs zou hebben gedacht dat het om een vakantieliefde ging. Den Tex gaf in datzelfde interview ook aan dat het succes mede kwam doordat Eshuijs het zong tijdens één van de praatprogramma’s van Sonja Barend. 
Naar aanleiding van de single mocht de band optreden in clubs, in festivals, waaronder Parkpop, en in radioprogramma's, waaronder Countdown Café. Tevens werd het nummer gebruikt als titelmuziek van een Braziliaanse tv-soap.
"Black Pearl" behaalde de dertiende plaats in de Nederlandse Top 40 en de vijftiende plaats in de Nationale Hitparade. Het nummer ontving in 1982 een Edison in de categorie "beste popsingle". Het album Right on Time won ook in de categorie "beste popalbum", waarmee de band de eerste Nederlandse artiest die twee Edisons in een jaar won. Deze Edison werd uitgereikt door Pieter van Vollenhoven.

## Hitnoteringen

### Nederlandse Top 40
| Hitnotering: 13-02-1982 t/m 27-03-1982 | Hitnotering: 13-02-1982 t/m 27-03-1982 | Hitnotering: 13-02-1982 t/m 27-03-1982 | Hitnotering: 13-02-1982 t/m 27-03-1982 | Hitnotering: 13-02-1982 t/m 27-03-1982 | Hitnotering: 13-02-1982 t/m 27-03-1982 | Hitnotering: 13-02-1982 t/m 27-03-1982 | Hitnotering: 13-02-1982 t/m 27-03-1982 | Hitnotering: 13-02-1982 t/m 27-03-1982 |
| Week                                   | 1                                      | 2                                      | 3                                      | 4                                      | 5                                      | 6                                      | 7                                      |                                        |
| -------------------------------------- | -------------------------------------- | -------------------------------------- | -------------------------------------- | -------------------------------------- | -------------------------------------- | -------------------------------------- | -------------------------------------- | -------------------------------------- |
| Nummer                                 | 34                                     | 26                                     | 21                                     | 16                                     | 13                                     | 14                                     | 34                                     | uit                                    |

### Nationale Hitparade
| Hitnotering: 06-02-1982 t/m 27-03-1982 | Hitnotering: 06-02-1982 t/m 27-03-1982 | Hitnotering: 06-02-1982 t/m 27-03-1982 | Hitnotering: 06-02-1982 t/m 27-03-1982 | Hitnotering: 06-02-1982 t/m 27-03-1982 | Hitnotering: 06-02-1982 t/m 27-03-1982 | Hitnotering: 06-02-1982 t/m 27-03-1982 | Hitnotering: 06-02-1982 t/m 27-03-1982 | Hitnotering: 06-02-1982 t/m 27-03-1982 | Hitnotering: 06-02-1982 t/m 27-03-1982 |
| Week                                   | 1                                      | 2                                      | 3                                      | 4                                      | 5                                      | 6                                      | 7                                      | 8                                      |                                        |
| -------------------------------------- | -------------------------------------- | -------------------------------------- | -------------------------------------- | -------------------------------------- | -------------------------------------- | -------------------------------------- | -------------------------------------- | -------------------------------------- | -------------------------------------- |
| Nummer                                 | 44                                     | 37                                     | 30                                     | 21                                     | 22                                     | 15                                     | 16                                     | 35                                     | uit                                    |

### NPO Radio 2 Top 2000
| Nummer met noteringen in de NPO Radio 2 Top 2000 | '99 | '00 | '01  | '02  | '03  | '04  | '05  | '06  | '07  | '08  | '09  | '10  | '11  | '12  |
| ------------------------------------------------ | --- | --- | ---- | ---- | ---- | ---- | ---- | ---- | ---- | ---- | ---- | ---- | ---- | ---- |
| Black Pearl                                      | 823 | 910 | 1234 | 1360 | 1633 | 1498 | 1373 | 1260 | 1502 | 1382 | 1643 | 1374 | 1727 | 1777 |

1. ↑  Een vetgedrukt getal geeft de hoogste notering aan.
2. ↑  Deze tabel is bijgewerkt tot en met de laatste editie (2024).